# Tim Janssen
Pour les articles homonymes, voir Janssen.
Tim Janssen est un footballeur néerlandais, né le 6 mars 1986 à Eindhoven aux Pays-Bas. Il évolue comme attaquant.

## Palmarès

### En club
Vierge

### En sélection
Pays-Bas espoirs
- EURO Espoirs
  - Vainqueur (1) : 2007